# Scoreboarding
Scoreboarding је централизовани метод који се користи у рачунару CDC 6600 за динамичко планирање проточне обраде тако да се инструкције могу извршавати ван реда када нема конфилкта и када је хардвер доступан. У scoreboard-у зависност података сваке инструкције се записује. Инструкције се пуштају тек када scoreboard одреди да нема конфликта између претходне и тренутне инструкције. Ако је инструкција стопирана због тога што није безбедно наставити, scoreboard надгледа проток извршавања инструкције док све зависности не буду сређене, пре спровођења стопирања.

## Фазе
Инструкције се декодирају редом и иду кроз следеће четири фазе:
1. Издавање: Систем проверава који регистри ће бити читани и на које ће бити писано овом инструкцијом. Ова информација се памти јер ће бити потребна у следећим фазама. Како би избегли излазне зависности, инструкција се зауставља док се не заврше инструкције које желе да пишу у исти регистар. Инструкција се такође зауставља ако су захтеване инструкционе јединице заузете.
2. Операнди читања: Након што су инструкције издате и правилно распоређене хардверским модулима, инструкција чека док сви операнди не постану доступни. Ова процедура решава зависности при читању јер регистри на које друга инструкција жели да пише се не сматрају доступним док по њима није писано.
3. Извршавање: Када су учитани сви операнди, функционална јединица почиње његово извршење. Након резултат је спреман, scoreboard је обавештен.
4. Писање резултата : У овој фази резултат треба да буде написан на оређени регистар. Међутим, ова операција је одложена док ранија инструкција (која намерава да прочита овај регистар) не заврши читање операнада. На овај начин, тзв. зависности података се могу решити.

## Структура података
За контролу извршења упутства, scoreboard одржава три статусне табеле:
- Статус инструкције: показује у којој је инструкција фази.
- Статус функционалне јединице: 
  - Заузето: показује да ли се јединица користи.
  - Оп: Операција која се користи у јединици.
  - Фи: Регистар дестинације.
  - Фј, Фк: Source-register бројеви.
  - Qj,Qk: Функционалне јединице које ће производити изворне регистре Фј, Фк.
  - Рј, Рк: Заставе које показују када су Фј, Фк спремни.
- 'Статус регистра: Показује која функцијска јединица ће писати резултат у исти.

## Алгоритми
Детаљан алгоритам за scoreboard је ниже:

```
 
function
 issue(
op
, 
dst
, 
src1
, 
src2
)
    wait until (!Busy[FU] AND !Result[
dst
]); // FU can be any functional unit that can execute operation 
op

    Busy[FU] ← Yes;
    Op[FU] ← 
op
;
    F
i
[FU] ← 
dst
;
    F
j
[FU] ← 
src1
;
    F
k
[FU] ← 
src2
;
    Q
j
[FU] ← Result[
src1
];
    Q
k
[FU] ← Result[
src2
];
    R
j
[FU] ← not Q
j
;
    R
k
[FU] ← not Q
k
;
    Result[
dst
] ← FU;
```

```
 
function
 read_operands(
FU
)
    wait until (R
j
[
FU
] AND R
k
[
FU
]);
    R
j
[
FU
] ← No;
    R
k
[
FU
] ← No;
```

```
 
function
 execute(
FU
)
    // Execute whatever 
FU
 must do
```

```
 
function
 write_back(
FU
)
    wait until (

  

    

      

        
∀

      

    

    
{\displaystyle \forall }

  

f {(F
j
[f]≠F
i
[
FU
] OR R
j
[f]=No) AND (F
k
[f]≠F
i
[
FU
] OR R
k
[f]=No)})
    foreach f do
        if Q
j
[f]=
FU
 then R
j
[f] ← Yes;
        if Q
k
[f]=
FU
 then R
k
[f] ← Yes;
    Result[F
i
[
FU
]] ← 0;
    Busy[
FU
] ← No;
```